# Afrotrap
De muziekstijl Afrotrap is een combinatie van afrobeat, trap en Franstalige rap. Het ontstond in de jaren 2010 in de voorsteden van Parijs en wordt voornamelijk beoefend door jongeren van Afrikaanse afkomst uit de banlieues van de grote Franse steden.

## Algemeen
Afrotrap is een combinatie van afrobeat, trap en Franstalige rap en wordt voornamelijk beoefend door jongeren van Afrikaanse afkomst uit de banlieues van de grote Franse steden. In aanwezigheid van de rappers zijn veelal jongeren te zien die op straat azonto dansen op de rhytmische rap-muziek. De Franco-Duits cultuurtelevisiezender ARTE omschreef de muziekstijl Afrotrap in een documentaire als "De muziek van een generatie die opgegroeid is tussen de geluiden van Afrika en de Verenigde Staten". Tekstueel kenmerkt afrotrap zich door harde, compromisloze teksten van egocentrisch karakter.
Ook binnen de voetballerij werd afrotrap muziek opgepikt en populair, onder meer Paul Pogba en Alexandre Lacazette, maar ook voetballers in Afrika, Engeland, Nederland en China, vierden hun doelpunten met de danspasjes van afrotrap-artiesten. Eveneens werd de voetbalsport een bron van inspiratie voor de Afrotrap-artiesten, omdat de balsport veelal deel uitmaakt van hun leven. Er zijn nummers te vinden over de Champions League, Paul Pogba of Roger Milla.

## Prominente artiesten
De artiest MHD, een Frans rapper van Guinese en Senegalese afkomst geldt als de pionier in dit genre en gaf vanaf het najaar van 2015 een grote bekendheid aan deze muziekstijl die hij "afrotrap" noemt. Andere beoefenaars van dit muziekgenre zijn onder meer de Congolees-Franse rapper Y du V en de artiesten Afrojuice 195 (Los principes del AfroTrap), Brazza en DOXMV. Het genre werd door muziekproducer DJ Stijco geïntroduceerd in Nederland.